# 大新社
株式会社大新社（だいしんしゃ）は、大阪市淀川区にある求人情報紙・フリーペーパーの発行出版社。
1977年設立。設立時から京阪神地域を中心とした求人情報誌「Job Report」（現・「ディースター」）を発行した。その後1995年に女性向けのタウン情報フリーペーパー「Pretty Life」（現・「Pretty」）を創刊する。2005年から大阪府地域のローカルCM展開を本格化させ、ヒロシ、レイザーラモンHG、山本耕史（以上「ディースター」）、南海キャンディーズ（Pretty）をCMモデルに起用した。
2006年から関東地域での事業拡大を図るため東京本社、横浜支店をそれぞれ開設し、将来的に全国展開も図る予定である。